# 東口順昭
東口 順昭（ひがしぐち まさあき、1986年5月12日 - ）は、大阪府高槻市出身のプロサッカー選手。Jリーグ・ガンバ大阪所属。ポジションはゴールキーパー（GK）。元日本代表。

## 来歴

### プロ入り前
7歳から大阪でサッカーを始める。小学校時代はフォワードだったがある試合でチームメートとのじゃんけんに負けた事でゴールキーパーとしてプレーする機会を得た。当初はゴールキーパーとしてプレーするのが嫌で監督に「フォワードとしてプレーさせてくれ」と頼んだ事もあるというが、プレーの内容がよかったことから重要な試合でゴールキーパーとしてプレーする機会が増えていった。
芝谷中学校時代はガンバ大阪ジュニアユースでプレーしていたが、身長が低いこと（当時は170cm以下と小柄だった）などの理由からユースへは昇格できず、金光大阪高校のセレクションも落選、京都の洛南高校に入学した。高校では入学時に162cmだった身長は180cmにまで伸びたものの、3年時に高校サッカー選手権大会の京都府予選で決勝まで進出するもPK戦で惜しくも敗戦し、全国へ行くことは出来なかった。高校卒業後は福井工業大学に進学。しかし2年時にサッカー部が解散したため、新潟経営大学に転入。2007年にはユニバーシアード代表に選出され、2008年はデンソーカップを受賞するなど徐々に頭角を現し、アルビレックス新潟の特別指定選手に登録された。

### アルビレックス新潟
プロ入りに際しては古巣のガンバ大阪からもオファーがあったものの、大学卒業後は自ら「サッカー人生の転機になった」と語る新潟に加入。6月7日にナビスコ杯予選リーグ第6節サンフレッチェ広島戦にて公式戦デビューを果たしたが、5失点を喫した。
2010年は黒河貴矢、高木貴弘に次ぐ第3GKと目されていたが、高木が開幕前に負傷離脱し、黒河もJ1第2節ジュビロ磐田戦で負傷退場したため、急きょ途中出場しJリーグデビューを果たした。試合は1-0とリードした場面で同点ゴールを決められるというほろ苦いものであった（試合は1-1のまま終了）。その後はレギュラーの座を譲らなかったが、J1第14節ベガルタ仙台戦で左眼窩壁骨折および鼻骨骨折の全治3ヶ月の重傷を負い一時戦列を離れた。怪我から復帰するとレギュラーに返り咲き、最終的にリーグ戦25試合に出場。飛躍の1年となった。
2011年はプロ入り後初めて開幕スタメン入りを果たすなど先発出場を続けていたが、8月28日に行われたファン感謝イベントのサマーフェスタ2011のリラックスゲームで右膝前十字靭帯損傷、全治8ヶ月の重傷を負い、急きょ移籍加入した武田洋平を登録するため、9月9日付けで選手登録を抹消された。
2012年はリハビリからのスタートとなったが、4月4日のナビスコ杯予選リーグ第2節清水エスパルス戦で約7ヶ月ぶりに先発復帰を果たした。また、7月21日に行われた東日本大震災復興支援　2012JリーグスペシャルマッチのJリーグ選抜メンバーに選出。前半45分間に出場し、Jリーグ TEAM AS ONEの元イタリア代表FWアレッサンドロ・デル・ピエロと対戦した。チームが得点力不足で苦しむ中でも安定した守りで鼓舞していたが、10月13日のザスパ草津U-23とのトレーニングマッチで負傷。右ひざ前十字靭帯再断裂ならびに内側側副靭帯損傷で全治8ヶ月となり、2年連続での長期離脱となった。
2013年7月6日のJ1第14節柏レイソル戦で、約9カ月ぶりに公式戦復帰を果たした。復帰以降は守護神として後半戦を首位で乗り切ったチームを支え、第33節横浜F・マリノス戦では好セーブを連発し、マリノスのリーグ優勝を阻止する活躍を見せた。

### ガンバ大阪
2013年12月16日、ガンバ大阪へ完全移籍。ジュニアユース時代を過ごしたガンバへ13年ぶりに復帰となった。1年通して大きな怪我なくプロ入り後では初めてリーグ戦全試合にフル出場。リーグ優勝がかかったシーズン終盤の第32節浦和戦や第33節神戸戦ではファインセーブを連発し、11月・12月のJリーグ月間MVPを受賞。シーズン通して安定したセービングを披露し、失点数はリーグ2位タイの31失点に抑え、完封試合はガンバのクラブ新記録となる14試合を記録するなど、ガンバのリーグ優勝さらには国内三冠達成に大きく貢献。監督の長谷川健太からはチームのMVPに指名され、同年度の日刊スポーツ 提供「黄金の脚賞」を受賞。また、ガンバの公式応援番組『GAMBA TV〜青と黒〜』の年末特別企画「ガンバTVアウォーズ」ではMVPに選出された。
2015年も前年に劣らぬ高いパフォーマンスを見せ、1年通して大きな怪我無く過ごした。代表召集期間と重なったナビスコカップ準々決勝・準決勝、スルガ銀行CSを除く公式戦全試合に出場し2年連続でガンバTVアウォーズのMVPを受賞。CS準決勝浦和戦ではビッグセーブを連発して浦和の猛攻を防ぎ、さらに丹羽大輝のあわやオウンゴールになりかけたバックパスをわずかに足先で触れることで軌道を逸らし失点を防ぐと、そこから自身がつなげたボールが藤春廣輝の決勝点を呼び込む活躍を見せ、Jリーグが選ぶ同試合のMOMに選出された。天皇杯決勝の浦和戦でも味方の倍以上のシュートを浴びながら1失点に抑えガンバの天皇杯連覇に貢献した。
2018年4月21日に行われたセレッソ大阪戦で、味方の三浦弦太と接触し、右頬骨と右眼窩底を骨折。怪我から3週間で練習に復帰し、5月12日の横浜F・マリノス戦にて先発復帰を果たし、危ぶまれたロシアW杯メンバーにも選出された。
2020年、開幕戦の横浜F・マリノス戦の勝利以降、幾多のファインセーブを披露し、チームの2位と天皇杯準優勝に貢献した。
2021年11月3日、第34節の横浜F・マリノス戦でJ1通算350試合、J1通算100試合完封を達成。
2022年、シーズン開幕前に負傷し、長期離脱を余儀なくされる。6月18日の第18節横浜F・マリノス戦でスタメン出場し、約半年ぶりに公式戦復帰を果たした。
2023年は、シーズン序盤は湘南ベルマーレへの期限付き移籍から復帰した谷晃生が台頭し、自身はリーグ戦ではベンチを温める日々が続いていたが、チームの成績と谷のパフォーマンスが不調だったことで、5月中旬からスタメンの座を再奪取し、第33節まで出場を続けた。
2024年は、自身が前年終盤に負傷離脱したことで、期限付き移籍から復帰した一森純が先発の座を勝ち取り、それ以降は自身が再離脱したことなども相まって、ルーキーイヤー以来となるリーグ戦出場0に終わった。

### 日本代表
2011年、AFCアジアカップの日本代表予備登録メンバーに選出された。3月29日の「東北地方太平洋沖地震復興支援チャリティーマッチ がんばろうニッポン!」では日本代表の本メンバーに選出される。試合には川島永嗣、西川周作に次いで交代出場し、国際AマッチではないもののA代表デビューを果たす。出場時間帯にJリーグ選抜のFW三浦知良に得点を献上した。同年行われたキリンカップにも招集された。
前述の負傷による長期離脱を経験して以降はA代表からは遠ざかっていたが、2014年11月に約3年ぶりに日本代表に招集される。12月には自身にとって初の国際大会となるAFCアジアカップ2015の代表メンバーに選出された。2015年8月9日、 東アジアカップ2015の対中国戦で初召集から約4年越しで国際Aマッチ初デビューを飾った。
2018年、ロシアワールドカップのメンバー入りを果たした。大会中は、正GKの川島のパフォーマンスが安定しなかった事もあり、メディアから東口や中村航輔を推す声も出た が、出場機会は無かった。その後、9月10日に放送された『GAMBA TV〜青と黒〜』で、ゲスト出演したW杯で監督だった西野朗にVTRで「どうしたら使われたんですか?」と直球の質問をし、「（東口は）最高の準備をしたと思う。ただ、キーパーは継続して使う、代えて好転させる、（2つ選択肢がある中で）自分は継続を選んでしまいました」と西野から川島を起用し続けた理由を聞いている。9月に日本代表監督に就任した森保一の初陣のメンバーに選ばれ、初戦のコスタリカ戦ではスタメンとして出場。12月12日、AFCアジアカップ2019の日本代表メンバーに選出され、本大会では大会期間中に負傷し、短期間で回復したものの、決勝までメンバーで唯一出場機会はなかった。なお、2019年3月を最後に、代表からは遠ざかっている。

## 人物・エピソード
- 憧れのスポーツ選手はイチローである[19]。ゴールキーパーだとジャンルイジ・ブッフォンがお気に入り。
- 東口のガンバ大阪ジュニアユース時代の同期には本田圭佑や家長昭博、松岡康暢、金正訓、渡部学、森田尚希[20] らがいる。東口は本田と同じようにガンバ大阪ユースへの昇格が叶わなかった後、一念発起して他県の高校へ進学しJリーグ入りを果たした。

## 所属クラブ
- 日吉台ウイングス
- FC OWLS INTER.HIRONO（高槻市立北日吉台小学校）
- 1999年 - 2001年 ガンバ大阪ジュニアユース（高槻市立芝谷中学校）
- 2002年 - 2004年 洛南高校
- 2005年 - 2006年 福井工業大学
- 2007年 - 2008年 新潟経営大学
  - 2008年  アルビレックス新潟（特別指定選手）
- 2009年 - 2013年  アルビレックス新潟
- 2014年 -  ガンバ大阪

## 個人成績
| 国内大会個人成績 | 国内大会個人成績 | 国内大会個人成績 | 国内大会個人成績 | 国内大会個人成績 | 国内大会個人成績 | 国内大会個人成績 | 国内大会個人成績 | 国内大会個人成績 | 国内大会個人成績 | 国内大会個人成績 | 国内大会個人成績 |
| 年度             | クラブ           | 背番号           | リーグ           | リーグ戦         | リーグ戦         | リーグ杯         | リーグ杯         | オープン杯       | オープン杯       | 期間通算         | 期間通算         |
| 年度             | クラブ           | 背番号           | リーグ           | 出場             | 得点             | 出場             | 得点             | 出場             | 得点             | 出場             | 得点             |
| 日本             | 日本             | 日本             | 日本             | リーグ戦         | リーグ戦         | リーグ杯         | リーグ杯         | 天皇杯           | 天皇杯           | 期間通算         | 期間通算         |
| ---------------- | ---------------- | ---------------- | ---------------- | ---------------- | ---------------- | ---------------- | ---------------- | ---------------- | ---------------- | ---------------- | ---------------- |
| 2006             | 福井工大         | 21               | -                | -                | -                | -                | -                | 1                | 0                | 1                | 0                |
| 2008             | 新潟経大         | 1                | -                | -                | -                | -                | -                | 1                | 0                | 1                | 0                |
| 2009             | 新潟             | 21               | J1               | 0                | 0                | 1                | 0                | 0                | 0                | 1                | 0                |
| 2010             | 新潟             | 21               | J1               | 25               | 0                | 5                | 0                | 2                | 0                | 32               | 0                |
| 2011             | 新潟             | 21               | J1               | 14               | 0                | 0                | 0                | -                | -                | 14               | 0                |
| 2012             | 新潟             | 21               | J1               | 24               | 0                | 4                | 0                | 0                | 0                | 28               | 0                |
| 2013             | 新潟             | 21               | J1               | 21               | 0                | 0                | 0                | 1                | 0                | 22               | 0                |
| 2014             | G大阪            | 1                | J1               | 34               | 0                | 10               | 0                | 6                | 0                | 50               | 0                |
| 2015             | G大阪            | 1                | J1               | 34               | 0                | 1                | 0                | 4                | 0                | 42               | 0                |
| 2016             | G大阪            | 1                | J1               | 34               | 0                | 1                | 0                | 1                | 0                | 36               | 0                |
| 2017             | G大阪            | 1                | J1               | 33               | 0                | 0                | 0                | 2                | 0                | 35               | 0                |
| 2018             | G大阪            | 1                | J1               | 29               | 0                | 3                | 0                | 0                | 0                | 32               | 0                |
| 2019             | G大阪            | 1                | J1               | 34               | 0                | 6                | 0                | 2                | 0                | 42               | 0                |
| 2020             | G大阪            | 1                | J1               | 34               | 0                | 1                | 0                | 2                | 0                | 37               | 0                |
| 2021             | G大阪            | 1                | J1               | 38               | 0                | 2                | 0                | 1                | 0                | 41               | 0                |
| 2022             | G大阪            | 1                | J1               | 19               | 0                | 0                | 0                | 1                | 0                | 20               | 0                |
| 2023             | G大阪            | 1                | J1               | 23               | 0                | 6                | 0                | 0                | 0                | 29               | 0                |
| 2024             | G大阪            | 1                | J1               | 0                | 0                | 0                | 0                | 1                | 0                | 1                | 0                |
| 2025             | G大阪            | 1                | J1               |                  |                  |                  |                  |                  |                  |                  |                  |
| 通算             | 日本             | 日本             | J1               | 396              | 0                | 40               | 0                | 23               | 0                | 459              | 0                |
| 通算             | 日本             | 日本             | その他           | -                | -                | -                | -                | 2                | 0                | 2                | 0                |
| 総通算           | 総通算           | 総通算           | 総通算           | 396              | 0                | 40               | 0                | 25               | 0                | 461              | 0                |

- 2008年は特別指定選手としての出場はなし

その他の公式戦
- 2015年
  - FUJI XEROX SUPER CUP 1試合0得点
  - Jリーグチャンピオンシップ 3試合0得点
- 2016年
  - FUJI XEROX SUPER CUP 1試合0得点
- 2021年
  - FUJI XEROX SUPER CUP 1試合0得点

| 国際大会個人成績 | 国際大会個人成績 | 国際大会個人成績 | 国際大会個人成績 | 国際大会個人成績 |
| 年度             | クラブ           | 背番号           | 出場             | 得点             |
| AFC              | AFC              | AFC              | ACL              | ACL              |
| ---------------- | ---------------- | ---------------- | ---------------- | ---------------- |
| 2015             | G大阪            | 1                | 12               | 0                |
| 2016             | G大阪            | 1                | 5                | 0                |
| 2017             | G大阪            | 1                | 5                | 0                |
| 2021             | G大阪            | 1                | 4                | 0                |
| 2025/26/2        | G大阪            | 1                |                  |                  |
| 通算             | AFC              | AFC              | 26               | 0                |

その他の国際大会
- 2017年
- AFCチャンピオンズリーグ・プレーオフ 1試合0得点

出場歴
- 公式戦初出場 - 2009年6月7日 ナビスコ杯予選リーグ第6節 vsサンフレッチェ広島（広島ビッグアーチ）
- Jリーグ初出場 - 2010年3月13日 J1第2節 vsジュビロ磐田（東北電力ビッグスワンスタジアム）

## タイトル

### クラブ
福井工業大学
- 福井県サッカー選手権大会：1回（2006年）

新潟経営大学
- 総理大臣杯全日本大学サッカートーナメント北信越大会：2回（2007年、2008年）
- 新潟県サッカー選手権大会：1回（2008年）

ガンバ大阪
- Jリーグ ディビジョン1：1回（2014年）
- Jリーグカップ：1回（2014年）
- 天皇杯：2回（2014年、2015年）
- FUJI XEROX SUPER CUP：1回（2015年）

### 代表
日本代表
- キリンカップサッカー：1回（2011年）

### 個人
- Jリーグ月間MVP：1回（2014年11・12月）
- Jリーグ優秀選手賞：4回（2014年、2015年、2018年、2022年）
- AFCチャンピオンズリーグベストイレブン（ドリームチーム先発）：1回（2015年）

## 代表歴
- 国際Aマッチ初出場 - 2015年8月9日 EAFF東アジアカップ2015 vs中国代表（武漢体育中心）

### 出場大会
- ユニバーシアード日本代表
  - 2007年 - ユニバーシアード・バンコク大会
- 日本代表候補
  - 2010年 AFCアジアカップ2011予備登録メンバー
- 日本代表
  - 2011年 東北地方太平洋沖地震復興支援チャリティーマッチ がんばろうニッポン!
  - 2011年 キリンカップサッカー2011
  - 2015年 AFCアジアカップ2015
  - 2015年 2018 FIFAワールドカップ・アジア2次予選兼AFCアジアカップ2019予選
  - 2015年 東アジアカップ2015
  - 2016年 キリンカップサッカー2016
  - 2016年 2018 FIFAワールドカップ・アジア3次予選
  - 2017年 EAFF E-1フットボールチャンピオンシップ2017
  - 2018年 2018 FIFAワールドカップ
  - 2019年 AFCアジアカップ2019

### 試合数
- 国際Aマッチ 8試合 0得点（2015年 - 2019年）

| 日本代表 | 国際Aマッチ | 国際Aマッチ |
| 年       | 出場        | 得点        |
| -------- | ----------- | ----------- |
| 2011     | 0           | 0           |
| 2014     | 0           | 0           |
| 2015     | 1           | 0           |
| 2016     | 1           | 0           |
| 2017     | 2           | 0           |
| 2018     | 3           | 0           |
| 2019     | 1           | 0           |
| 通算     | 8           | 0           |

### 出場
| No. | 開催日         | 開催都市       | スタジアム                 | 対戦国         | 結果 | 監督           | 大会                                                            |
| --- | -------------- | -------------- | -------------------------- | -------------- | ---- | -------------- | --------------------------------------------------------------- |
| 1.  | 2015年8月9日   | 武漢           | 武漢体育中心               | 中国           | △1-1 | ハリルホジッチ | EAFF東アジアカップ2015                                          |
| 2.  | 2016年3月24日  | さいたま       | 埼玉スタジアム2002         | アフガニスタン | ○5-0 | ハリルホジッチ | 2018 FIFAワールドカップ・アジア2次予選兼AFCアジアカップ2019予選 |
| 3.  | 2017年10月10日 | 横浜           | 日産スタジアム             | ハイチ         | △3-3 | ハリルホジッチ | キリンチャレンジカップ2017                                      |
| 4.  | 2017年12月12日 | 東京           | 味の素スタジアム           | 中国           | ○2-1 | ハリルホジッチ | EAFF E-1サッカー選手権2017                                      |
| 5.  | 2018年6月12日  | インスブルック | チボリ・シュタディオン     | パラグアイ     | ○4-2 | 西野朗         | 国際親善試合                                                    |
| 6.  | 2018年9月11日  | 大阪           | パナソニックスタジアム吹田 | コスタリカ     | ○3-0 | 森保一         | キリンチャレンジカップ2018                                      |
| 7.  | 2018年10月16日 | さいたま       | 埼玉スタジアム2002         | ウルグアイ     | ○4-3 | 森保一         | キリンチャレンジカップ2018                                      |
| 8.  | 2019年3月22日  | 横浜           | 日産スタジアム             | コロンビア     | ●0-1 | 森保一         | キリンチャレンジカップ2019                                      |